# Musée automobile et technologique de Sinsheim
Le Musée automobile et technologique de Sinsheim (en allemand : Auto- und Technikmuseum Sinsheim) est un musée se trouvant à Sinsheim, en Allemagne. Plus grand musée privé d'Europe, il accueille plus d'un million de visiteurs par an. Il forme une annexe du musée des Techniques de Spire.

## Histoire du musée
Le musée a ouvert ses portes en 1981.
En 2000, il acquiert un Tupolev Tu-144 et en 2003, un Concorde d'Air France. C'est le seul endroit au monde où il est possible d'observer ensemble ces deux avions.
Ce musée possède la plus grande collection permanente de formule 1.

## Collection

### Chemins de fer
- 27 locomotives

### Aéronautique
- Concorde
- Tupolev Tu-144
- Junkers Ju 52 / 3 m
- Douglas DC-3
- Tupolev Tu-134
- Iliouchine Il-18
- Vickers Viscount
- ME-109
- Aero L-39 Albatros

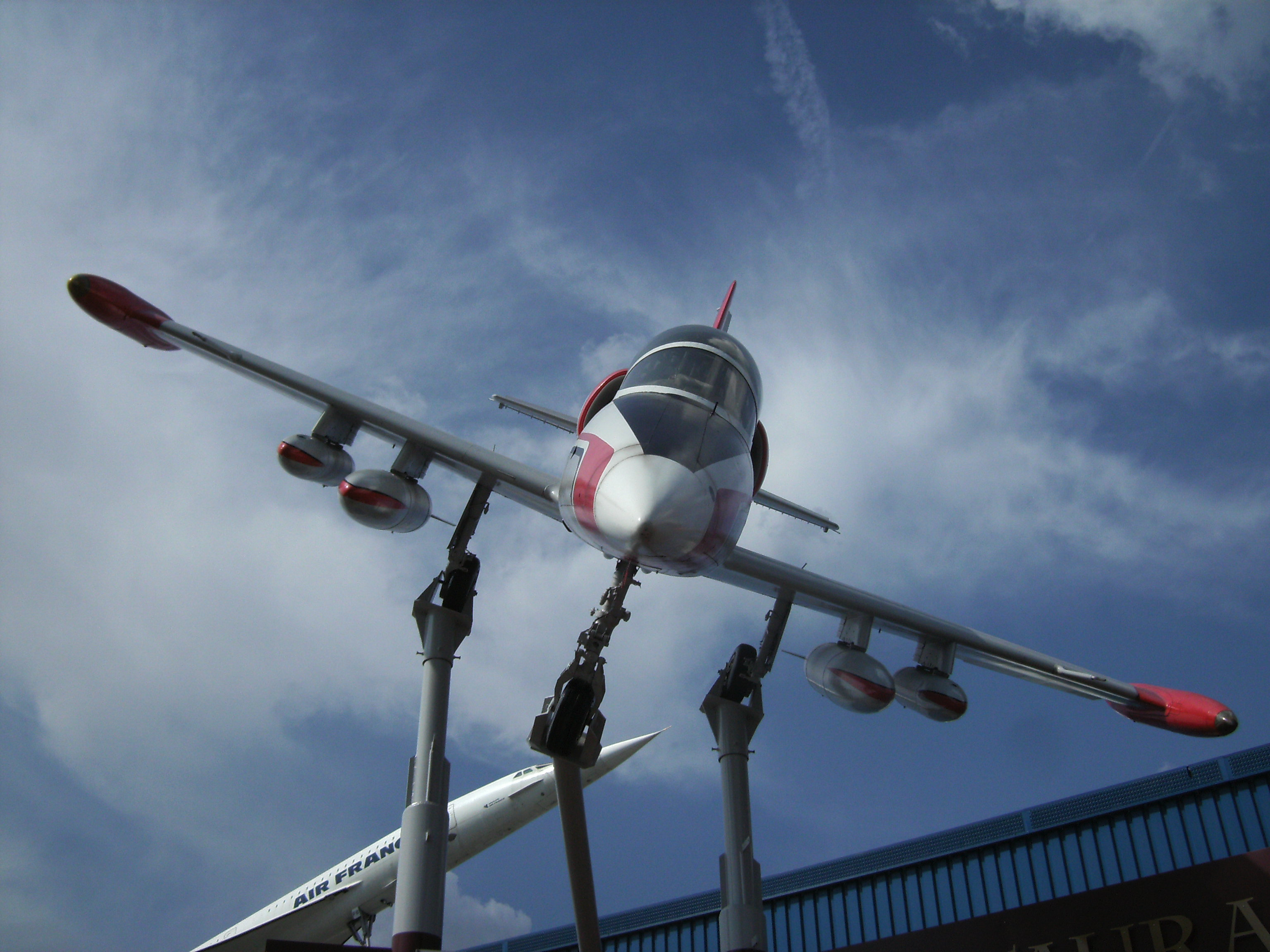
Aero L-39 Albatros à l'espace extérieur
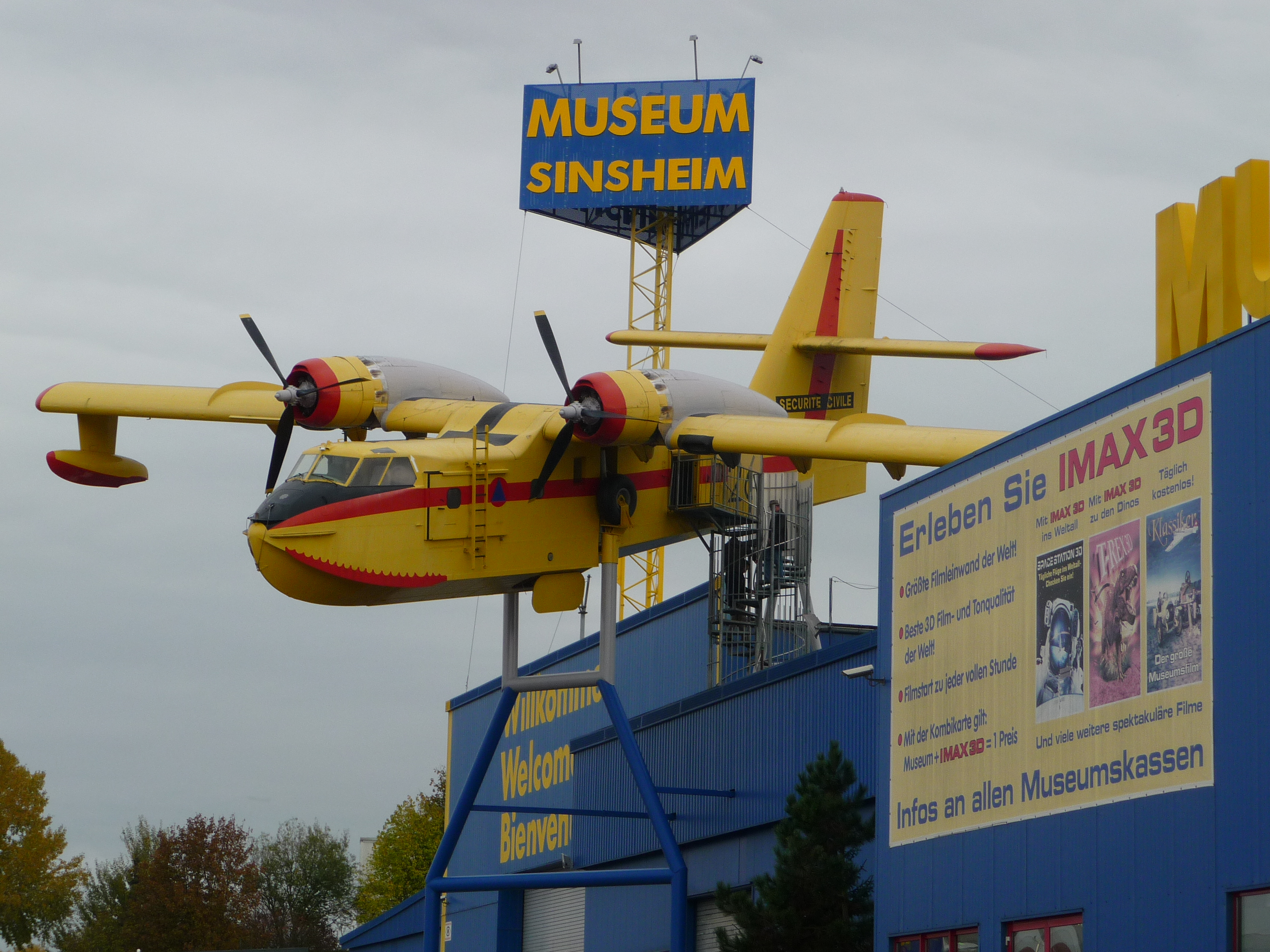
Un Canadair CL-215, avion de lutte contre les incendies.

### Automobiles, véhicules terrestres
- BMW Brutus, voiture à moteur d'avion monoplace expérimentale de 1917
- Blue Flame, véhicule équipé d'un moteur-fusée
- Toutes les Chevrolet Corvette des années 1960
- Ferrari : F40, F50, Enzo, Testarossa , 365 Daytona Spyder, Dino
- Tyrrell P34
- Maybach Exelero
- 150 tracteurs
- 200 motos

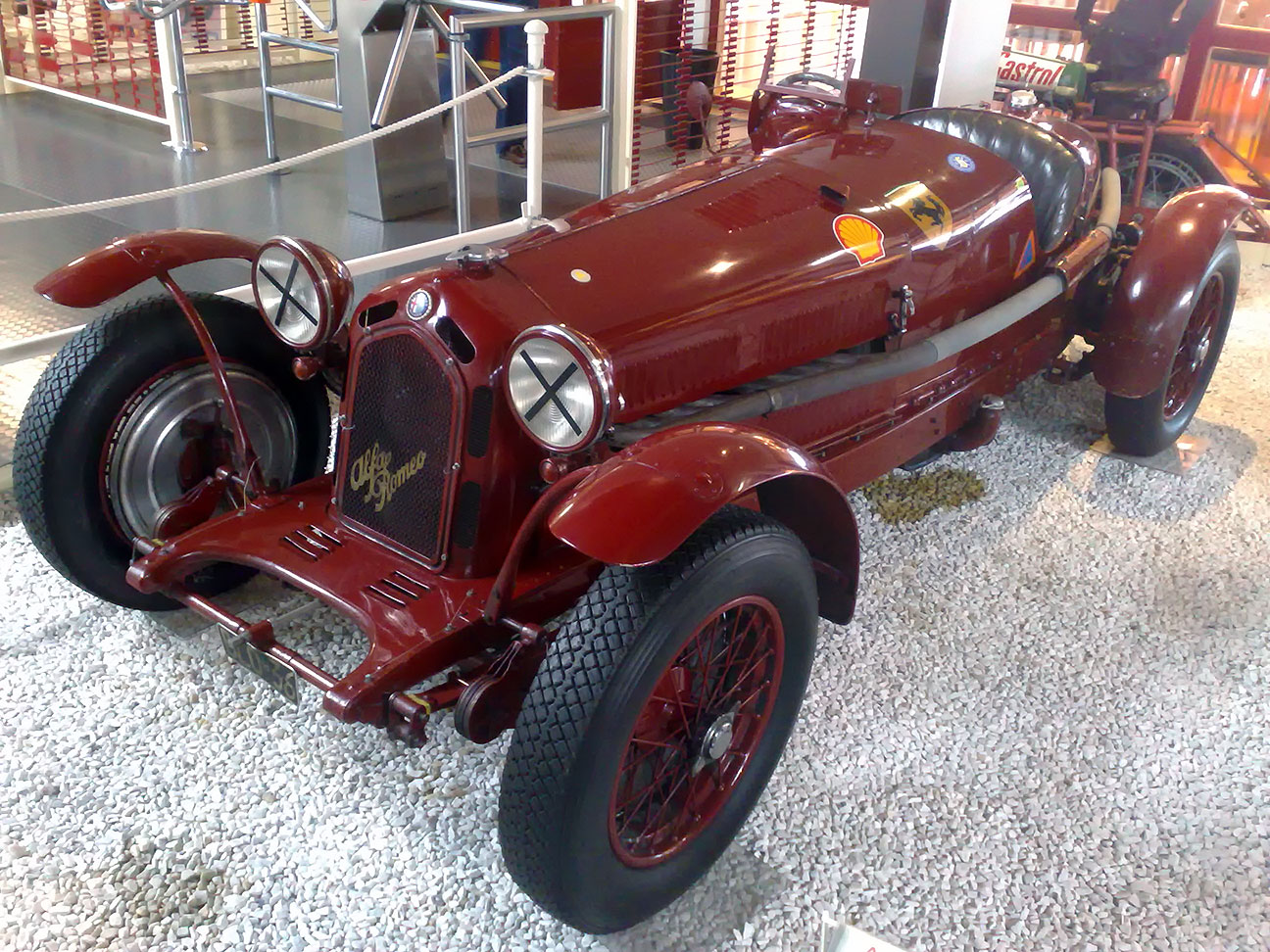
Alfa Romeo 8C 2300 de la Scuderia Ferrari.
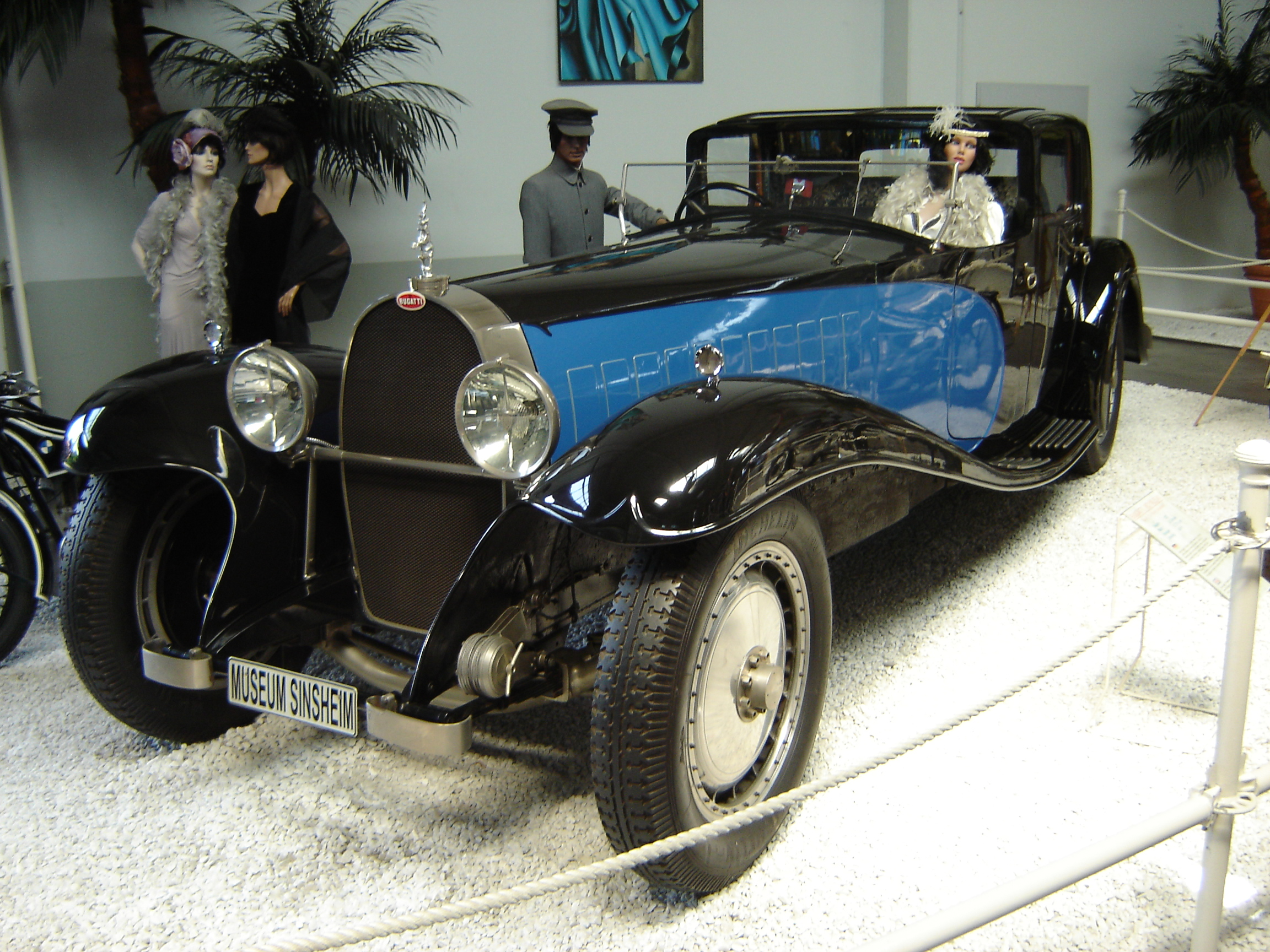
Réplique de la Bugatti Royale.
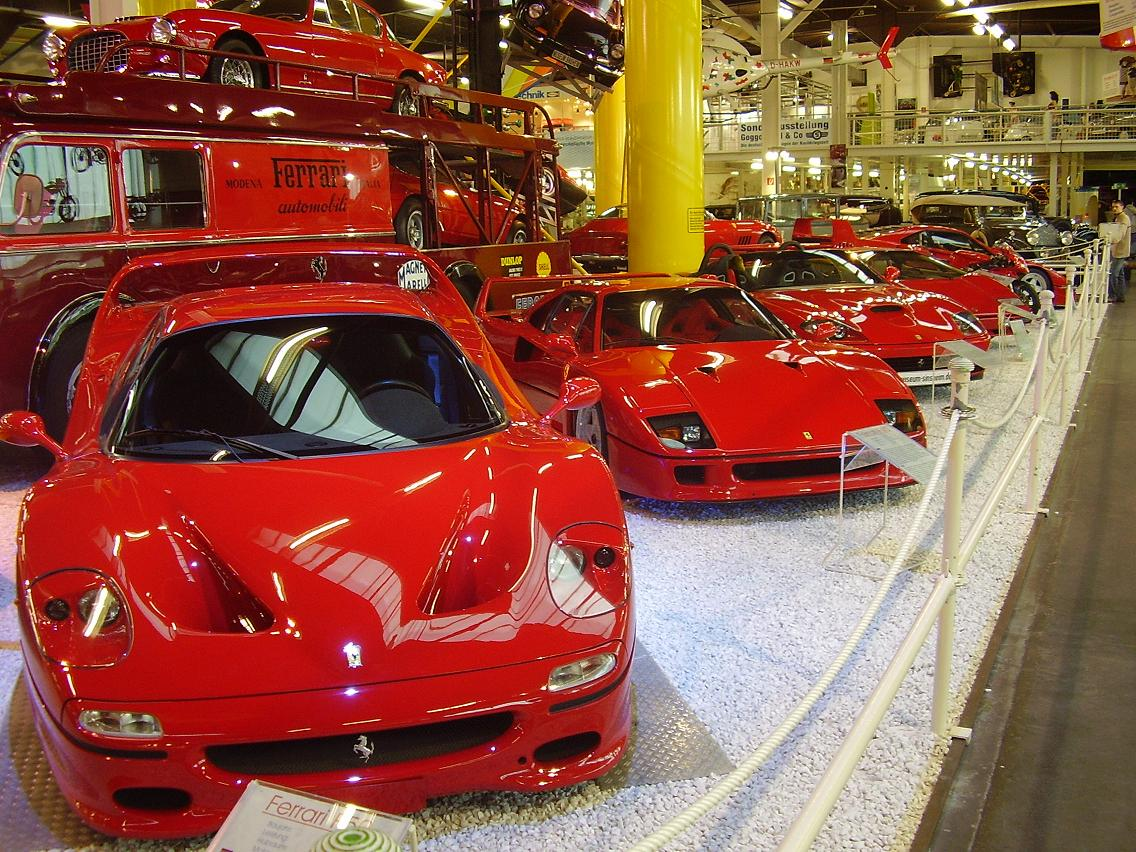
La collection de Ferrari du musée avec, au premier plan, une F50 et une F40.
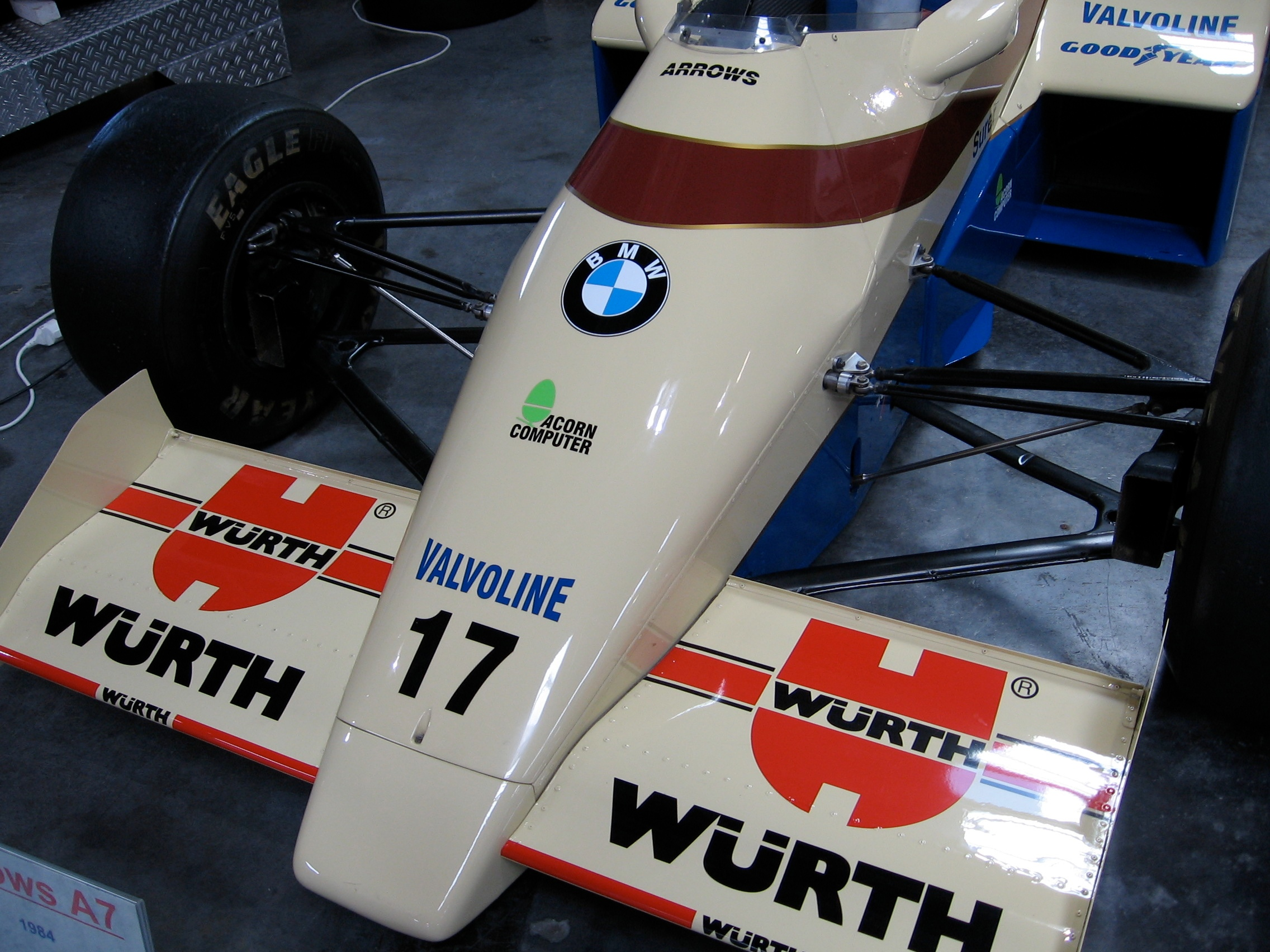
Arrows A7 à moteur BMW 4 cylindres turbo, pilotée en 1984 par le Suisse Marc Surer.
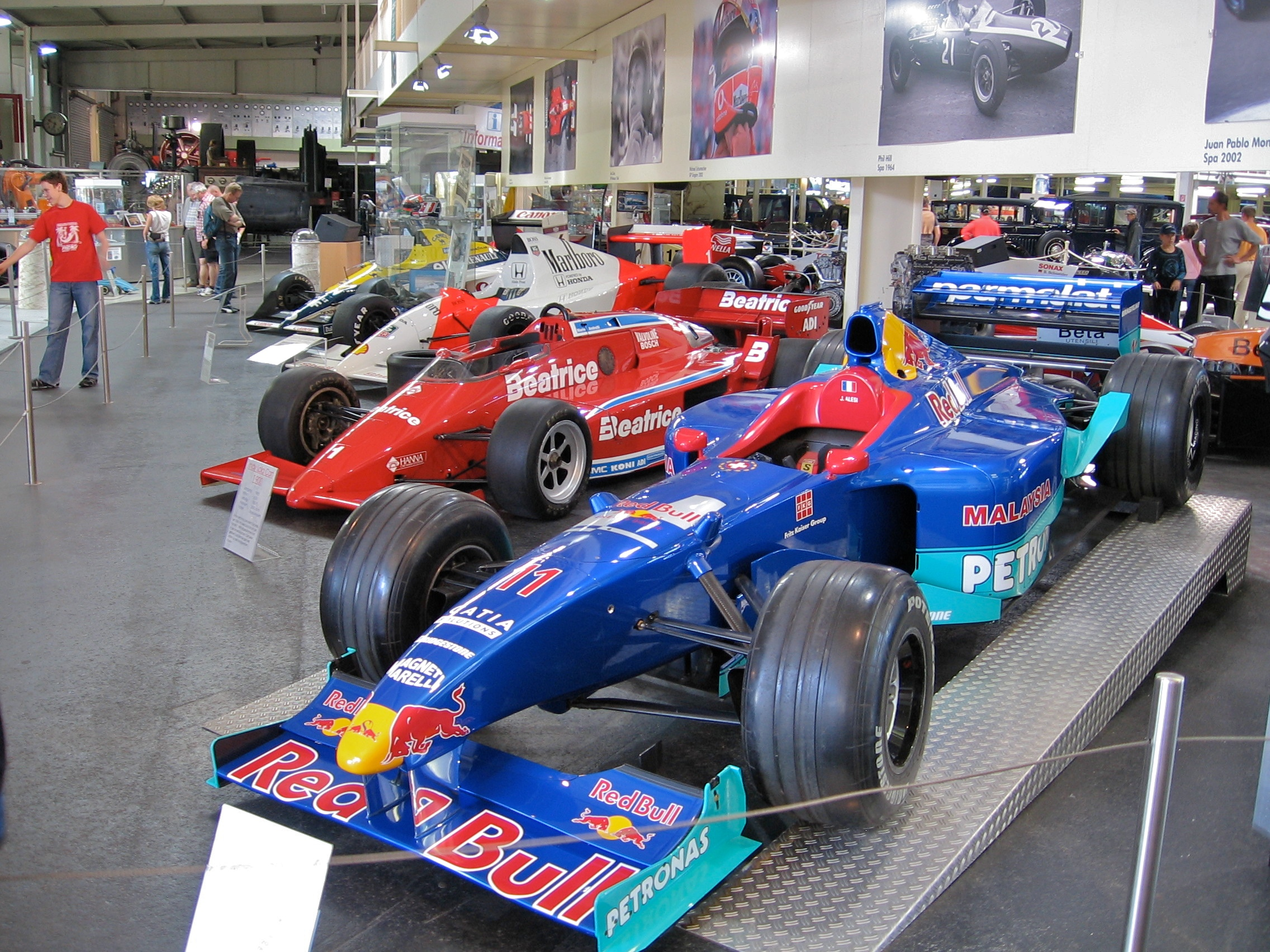
Voitures de Formule 1 exposées au musée, avec, au premier plan, la Sauber Petronas C18 de Jean Alesi en 1999.
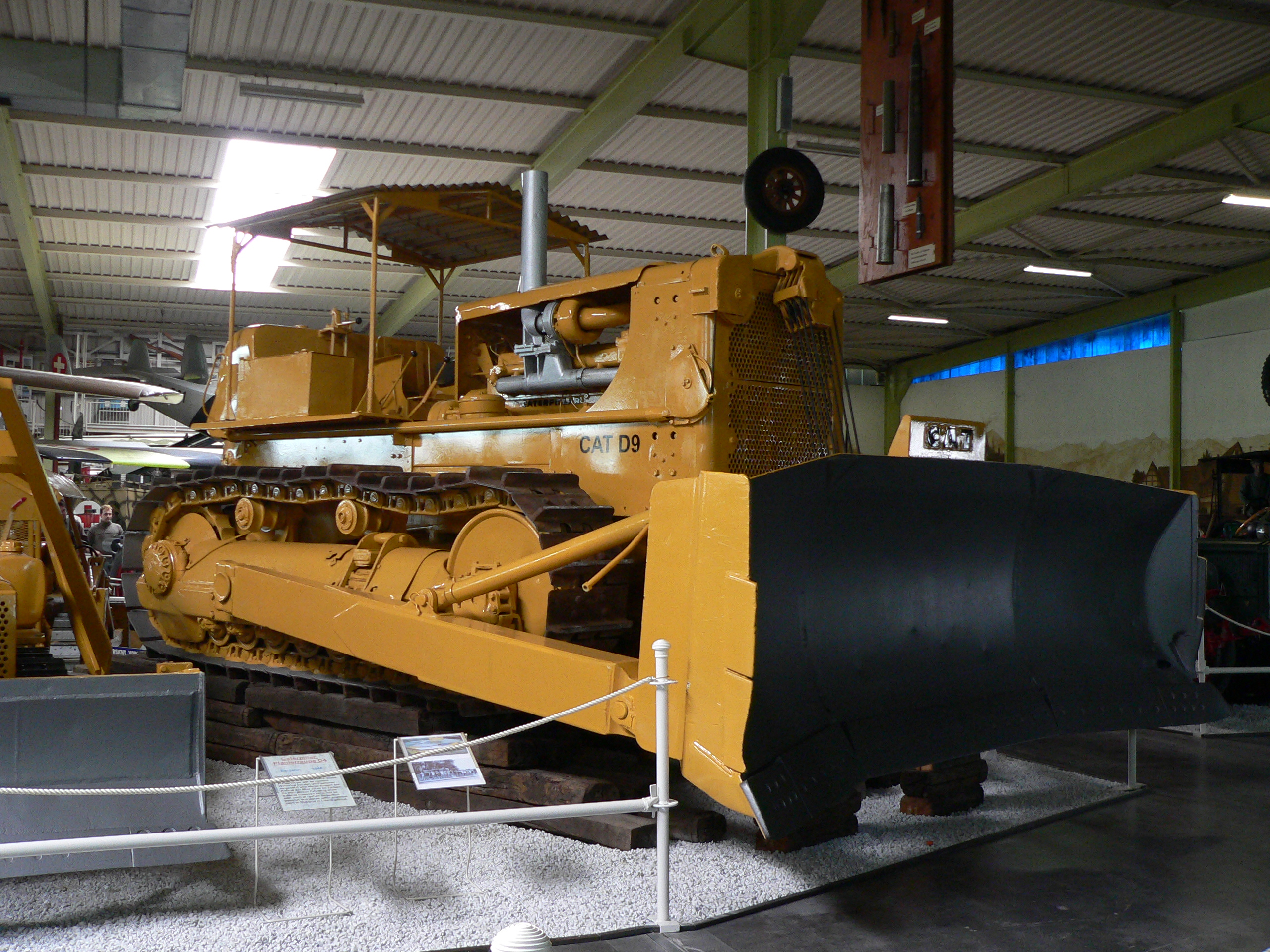
Bulldozer Caterpillar D9.
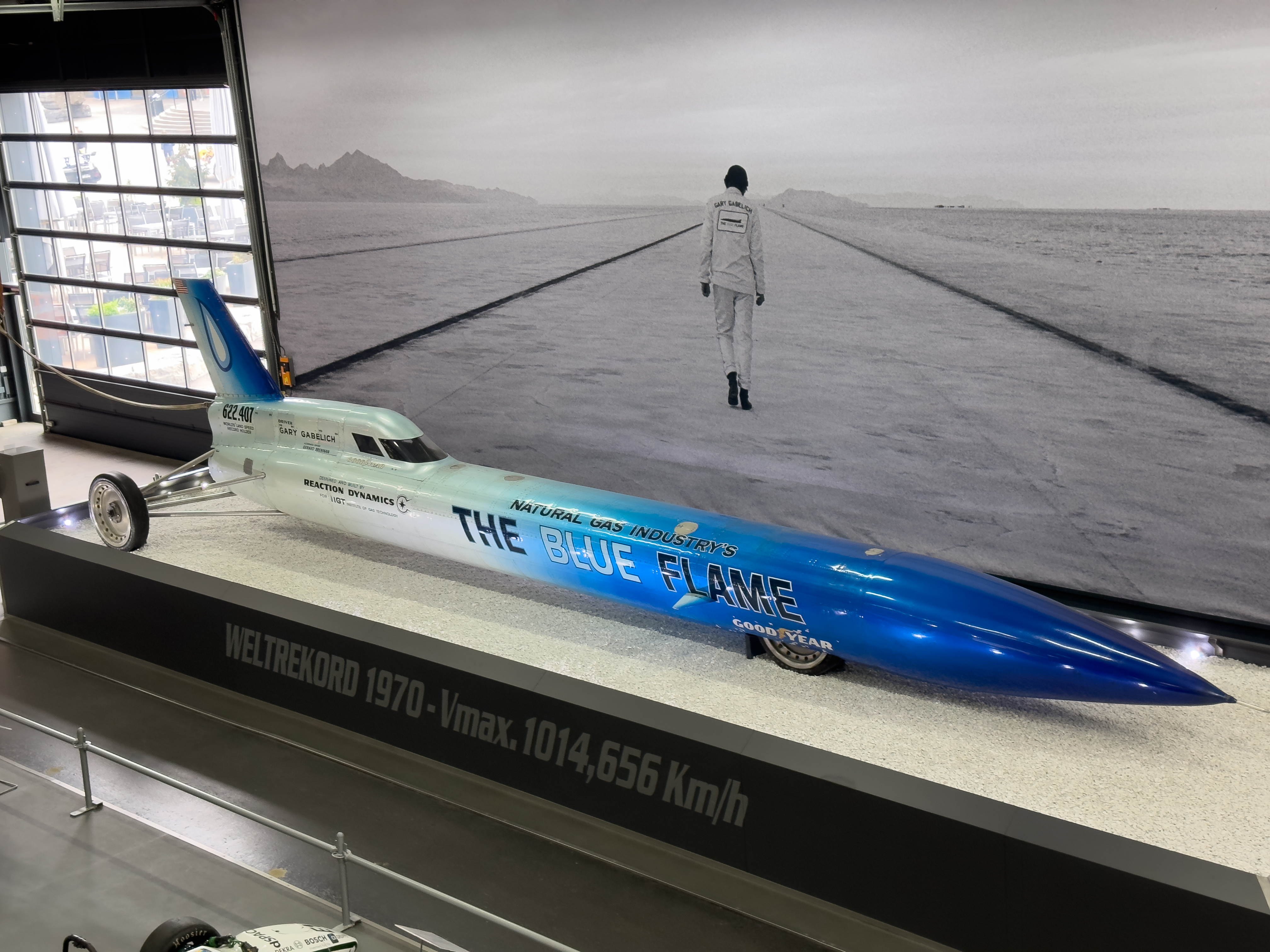
La Blue Flame.

### Véhicules militaires
- Véhicules et blindés militaires de la Seconde Guerre mondiale